# Johan Tranér
Johan Vindician Tranér (det andra förnamnet tog han sig efter födelsedagens namn), född den 11 mars 1770 i Torpa socken, Östergötland, död den 8 juli 1835 vid Porla, var en svensk präst, universitetslärare och översättare.

## Biografi
Tranér, som var av bondesläkt, blev student vid Uppsala universitet 1793 och filosofie magister 1800. Efter disputationen på avhandlingen De diversis latinæ linguæ ætatibus (1797, 1802) utnämndes han 1802 till docent, blev 1812 adjunkt i latinska språket och erhöll 1815 professors titel. Han utnämndes 1825 till kyrkoherde i Söderköpings församling, men uppehöll sig även sedan dess mestadels i Uppsala.
Tranér vann 1805, 1806 och 1807 Svenska akademiens andra pris för metriska översättningar från Ovidius samt sysselsatte sig sedan dels med en mängd tolkningar från grekiska till svenska, utgivna i akademiska avhandlingar, dels med latinska kväden över tilldragelser vid universitetet. De viktigaste av de förra är de 12 första sångerna av Iliaden (1807–1822), Batrachomyomachia (1822), "de sju grekiska skaldinnorna" (Novem græcarum poetridum, quæ supersunt, carmina, 1821-1827) samt Anakreons sånger (1824-1832; 3:e upplagan 1868). Det sistnämnda arbetet är det som längst överlevt honom. Hans latinska poem, i urval samlade av Anders Hedner (Carmina, 1837), beundrades för fin rytmik, rik fraseologi, lysande skildrargåva och kraftfullt herravälde över språket. Sitt mästerstycke på en gång som tolkare och som latinsk versifikatör lämnade han i Juventus eucharistica, en efterbildning av Tegnérs "Nattvardsbarnen" (1833-1835). Han uppträdde som utgivare av Corpus auctorum latinorum, där anmärkningarna dock var rena kompilationer.
Tranér uppträdde mindre framgångsrikt som skald på svenska. Sin efterlämnade förmögenhet anslog han bland annat till en hospitalsinrättning i sin födelsesocken, till två stipendier för unga idkare av latinskt skaldskap samt till ett docentstipendium.

## Översättningar (urval)
- Homeros: Prima[-duodecima] Iliadis Homericæ rhapsodia svethice reddita (Uppsala, 1810-1822). Ny uppl. 1836 med titeln Homers Ilias
- Anakreon: Anakreons sånger (Upsala, 1833)